# Ждановская (Усть-Кубинский район)
Ждановская — деревня в Усть-Кубинском районе Вологодской области.
Входит в состав Никольского сельского поселения, с точки зрения административно-территориального деления — в Никольский сельсовет.
Расстояние по автодороге до районного центра Устья — 42 км, до центра муниципального образования Никольского — 9 км. Ближайшие населённые пункты — Мыс, Большое Лыскарево, Малое Лыскарево.
По переписи 2002 года население — 2 человека.